# Verleden tijd (Flemming)
Verleden tijd is een lied van de Nederlandse zanger Flemming. Het werd in 2023 als single uitgebracht.

## Achtergrond
Verleden tijd is geschreven door Flemming Viguurs, Marcus Adema, Sander de Bie, Sasha Rangas en Stefan van Leijsen en geproduceerd door The Companions. Het is een nummer uit het genre nederpop. In het lied zingt de liedverteller over hoe een meisje dat de liedverteller had verlaten en gelijk met anderen naar bed was gegaan weer terug bij de liedverteller wil zijn. De liedverteller zegt dat zij hem met rust moet laten en hij het niet weer wil proberen. De zanger vertelde dat het lied was gebaseerd op eigen ervaringen. Het was geïnspireerd op dezelfde persoon als diegene waarover in Paracetamollen gezongen wordt. De single heeft in Nederland de gouden status.

## Hitnoteringen
De artiest had succes met het lied in Nederland. Het piekte op de vijftiende plaats van de Single Top 100 en was 29 weken in deze hitlijst te vinden. In de Nederlandse Top 40 kwam het tot de zeventiende positie in de tien weken dat het in de lijst stond.